# Barfuß oder Lackschuh
Barfuß oder Lackschuh ist ein Lied des deutschen Unterhaltungskünstlers Harald Juhnke aus dem Jahr 1989.

## Entstehung und Inhalt
Der Titel wurde von Andreas Bärtels und Gregor Rottschalk geschrieben und komponiert sowie von letzteren produziert.
Die Erstveröffentlichung von Barfuß oder Lackschuh erfolgte auf dem gleichnamigen Album 1989, welches als Musikkassette, CD und LP erschien. Anschließend kam der Song in weiteren unterschiedlichen Versionen und Arrangements in den nachfolgenden Jahren heraus.
Der Titel entwickelte sich über die Jahre zu einem der beliebtesten Songs von Harald Juhnke. Der Song weist starke autobiografische Züge auf, und Harald Juhnke besingt darin mit humoristischen Untertönen seine Erfolge und Abstürze, die im Lied mit seinem risikobereiten Lebensstil erklärt und dem Text des Refrains versinnbildlicht werden. Der gesamte Songtext spielt dabei mit dem Kontrast zwischen Erfolg und Absturz.